# Sandra Tapia Díaz
Sandra Tapia Díaz   (Celrà, 1983) és una productora executiva catalana.
Llicenciada en Comunicació Audiovisual per la UAB va començar a treballar a la dècada del 2000 a la mateixa empresa on havia fet les pràctiques, Arcàdia Motion Pictures. Al costat de Pablo Berger, el 2013 van guanyar 10 estatuetes dels Goya per Blancaneu. El 2021 va treballar en la pel·lícula Mediterrani amb Marcel Barrena. Va ser la productora executiva de la pel·lícula "As bestas", guardonada amb 9 premis Goya el 2023. El mateix any amb Pablo Berguer el 2023 va fer "Robot Dreams", que seria nominada a l'Oscar a la millor pel·lícula d'animació. Entre altres produccions, ha fet la sèrie "El cuerpo en llamas", dirigida per Jorge Torregrossa García i Laura Mañá i Alvarenga el 2023, i el 2024 va produir Los pequeños amores, dirigida per Celia Rico.